# Aghuà
L'aghuà o albanès del Caucas era la llengua dels aghuans de l'Aghuània, també anomenada Albània del Caucas, i que es ocupaven el territori de l'actual Azerbaidjan. Forma part de la família de les llengües caucàsiques.
Fou llengua escrita, amb un alfabet inventat possiblement per Mesrop d'Armènia, el mateix monjo que va inventar l'alfabet armeni. És l'antecessora de la llengua udin que avui parlen els udins.
Històricament ha rebut diversos noms com ara aluà o albanès per ser la llengua de l'Albània del Caucas, però no té cap relació amb l'albanès de la mediterrània, que és una llengua indoeuropea. Els armenis la denominaven gargari. Modernament també se l'anomena Udin antic, per la seva relació amb la llengua udin.